# Premiership Rugby 2017-2018
Premiership Rugby 2017-18 fu il 31º campionato nazionale inglese di rugby a 15 di prima divisione.
Si tenne dal 1º settembre 2017 al 26 maggio 2018 tra 12 squadre, che si incontrarono nella stagione regolare a girone unico che designò le quattro contendenti ai play-off per il titolo finale.
Per l'ultima edizione il torneo fu noto anche come Aviva Premiership a seguito di accordo di naming stipulato a luglio 2010 con la compagnia britannica d'assicurazioni Aviva, prolungato nel 2013 e rinnovato per una singola stagione nel 2017.
Exeter e Saracens, i due migliori attacchi del campionato, ebbero perentoriamente la meglio dei loro avversari in semifinale: i primi regolarono 36-5 Newcastle – qualificatosi a spese di Leicester, rimasto per la prima volta dal 2004 fuori dai play-off – mentre i Sarries batterono 57-33 gli Wasps.
Nella finale di Twickenham i Saracens vendicarono l'eliminazione subìta nei play-off da Exeter e la batterono 27-10 in una gara con poca storia, che portò ai Sarries il loro quarto titolo di campione d'Inghilterra.
Gloucester, settimo classificato, non ebbe bisogno di partecipare allo spareggio per la Champions Cup 2018-19: avendo raggiunto la finale di Challenge Cup, avrebbe guadagnato la qualificazione automatica a prescindere dalla sua classifica finale anche in caso di sconfitta (come in effetti accadde) perché l'altra finalista, il Cardiff Blues, aveva già guadagnato il posto per il torneo tramite la classifica del Pro14 2017-18.
A retrocedere in Championship fu il London Irish, alla sua stagione di rientro in prima divisione.
Come due stagioni addietro, un incontro si tenne negli Stati Uniti: il 17 settembre 2017, nella terza giornata, Newcastle perse 7-29 contro Saracens al Talen Energy Stadium di Filadelfia.
Il valore delle marcature, come stabilito da World Rugby nel 2017, è: 5 punti per ciascuna meta (7 se trasformata), 7 punti per la meta tecnica, 3 punti per la realizzazione di ciascun calcio piazzato, idem per il drop.

## Squadre partecipanti
| Club         | Sponsor | Città               | Impianto interno         |
| ------------ | ------- | ------------------- | ------------------------ |
| Bath         |         | Bath                | Recreation Ground        |
| Exeter       |         | Exeter              | Sandy Park               |
| Gloucester   |         | Gloucester          | Kingsholm                |
| Harlequins   |         | Londra              | The Stoop                |
| Leicester    |         | Leicester           | Welford Road             |
| London Irish |         | Reading             | Madejski Stadium         |
| Newcastle    |         | Newcastle upon Tyne | Kingston Park            |
| Northampton  |         | Northampton         | Franklin’s Gardens       |
| Sale Sharks  |         | Salford             | Salford City Stadium     |
| Saracens     |         | Londra              | Barnet Copthall          |
| Wasps        |         | Coventry            | City of Coventry Stadium |
| Worcester    |         | Worcester           | Sixways                  |

## Stagione regolare

### Risultati
|            | 1ª giornata                |       |
| ---------- | -------------------------- | ----- |
| 1-9-2017   | Gloucester – Exeter        | 28-21 |
| 1-9-2017   | Newcastle – Worcester      | 35-8  |
| 2-9-2017   | Saracens – Northampton     | 55-24 |
| 2-9-2017   | Wasps – Sale Sharks        | 50-35 |
| 2-9-2017   | London Irish – Harlequins  | 39-29 |
| 3-9-2017   | Leicester – Bath           | 23-27 |
|            |                            |       |
|            | 4ª giornata                |       |
| 22-9-2017  | Gloucester – Worcester     | 24-19 |
| 23-9-2017  | Bath – Newcastle           | 32-33 |
| 23-9-2017  | Harlequins – Leicester     | 28-31 |
| 23-9-2017  | Saracens – Sale Sharks     | 41-13 |
| 24-9-2017  | Exeter – Wasps             | 31-17 |
| 24-9-2017  | London Irish – Northampton | 25-40 |
|            |                            |       |
|            | 7ª giornata                |       |
| 27-10-2017 | Sale Sharks – Exeter       | 6-10  |
| 28-10-2017 | Harlequins – Worcester     | 41-35 |
| 28-10-2017 | Northampton – Wasps        | 22-38 |
| 28-10-2017 | Saracens – London Irish    | 44-13 |
| 29-10-2017 | Bath – Gloucester          | 21-22 |
| 29-10-2017 | Newcastle – Leicester      | 13-30 |
|            |                            |       |
|            | 10ª giornata               |       |
| 1-12-2017  | Northampton – Newcastle    | 22-24 |
| 1-12-2017  | Worcester – Sale Sharks    | 14-18 |
| 2-12-2017  | Exeter – Bath              | 42-29 |
| 2-12-2017  | Gloucester – London Irish  | 39-15 |
| 2-12-2017  | Wasps – Leicester          | 32-25 |
| 3-12-2017  | Harlequins – Saracens      | 20-19 |
|            |                            |       |
|            | 13ª giornata               |       |
| 5-1-2018   | Worcester – Bath           | 25-46 |
| 6-1-2018   | Leicester – London Irish   | 19-15 |
| 6-1-2018   | Northampton – Gloucester   | 22-19 |
| 6-1-2018   | Sale Sharks – Harlequins   | 30-29 |
| 7-1-2018   | Newcastle – Exeter         | 28-20 |
| 7-1-2018   | Wasps – Saracens           | 15-38 |
|            |                            |       |
|            | 16ª giornata               |       |
| 24-2-2018  | Exeter – Northampton       | 31-30 |
| 24-2-2018  | Bath – Sale Sharks         | 33-32 |
| 24-2-2018  | Gloucester – Wasps         | 25-25 |
| 24-2-2018  | Harlequins – Newcastle     | 10-28 |
| 25-2-2018  | London Irish – Worcester   | 22-9  |
| 25-2-2018  | Saracens – Leicester       | 20-28 |
|            |                            |       |
|            | 19ª giornata               |       |
| 6-4-2018   | Sale Sharks – Wasps        | 28-27 |
| 7-4-2018   | Bath – Leicester           | 19-34 |
| 7-4-2018   | Northampton – Saracens     | 13-63 |
| 7-4-2018   | Harlequins – London Irish  | 5-35  |
| 7-4-2018   | Worcester – Newcastle      | 27-13 |
| 8-4-2018   | Exeter – Gloucester        | 46-10 |
|            |                            |       |
|            | 22ª giornata               |       |
| 5-5-2018   | Bath – London Irish        | 63-19 |
| 5-5-2018   | Harlequins – Exeter        | 17-41 |
| 5-5-2018   | Newcastle – Wasps          | 22-39 |
| 5-5-2018   | Northampton – Worcester    | 32-24 |
| 5-5-2018   | Sale Sharks – Leicester    | 13-35 |
| 5-5-2018   | Saracens – Gloucester      | 62-12 |

|            | 2ª giornata                |       |
| ---------- | -------------------------- | ----- |
| 8-9-2017   | Sale Sharks – Newcastle    | 12-13 |
| 9-9-2017   | Bath – Saracens            | 31-21 |
| 9-9-2017   | Exeter – London Irish      | 37-7  |
| 9-9-2017   | Harlequins – Gloucester    | 28-17 |
| 9-9-2017   | Northampton – Leicester    | 24-11 |
| 10-9-2017  | Worcester – Wasps          | 10-24 |
|            |                            |       |
|            | 5ª giornata                |       |
| 29-9-2017  | Newcastle – London Irish   | 29-17 |
| 29-9-2017  | Worcester – Saracens       | 3-25  |
| 29-9-2017  | Sale Sharks – Gloucester   | 57-10 |
| 30-9-2017  | Leicester – Exeter         | 20-13 |
| 30-9-2017  | Northampton – Harlequins   | 30-22 |
| 1-10-2017  | Wasps – Bath               | 9-25  |
|            |                            |       |
|            | 8ª giornata                |       |
| 17-11-2017 | Gloucester – Saracens      | 23-17 |
| 18-11-2017 | Worcester – Northampton    | 30-15 |
| 18-11-2017 | Wasps – Newcastle          | 40-10 |
| 19-11-2017 | Exeter – Harlequins        | 31-17 |
| 19-11-2017 | Leicester – Sale Sharks    | 35-27 |
| 19-11-2017 | London Irish – Bath        | 18-22 |
|            |                            |       |
|            | 11ª giornata               |       |
| 22-12-2017 | Worcester – London Irish   | 23-8  |
| 23-12-2017 | Newcastle – Harlequins     | 11-10 |
| 23-12-2017 | Northampton – Exeter       | 14-35 |
| 23-12-2017 | Sale Sharks – Bath         | 32-9  |
| 23-12-2017 | Wasps – Gloucester         | 49-24 |
| 24-12-2017 | Leicester – Saracens       | 17-29 |
|            |                            |       |
|            | 14ª giornata               |       |
| 9-2-2018   | Bath – Northampton         | 32-9  |
| 10-2-2018  | Exeter – Worcester         | 5-6   |
| 10-2-2018  | Gloucester – Leicester     | 24-17 |
| 10-2-2018  | Saracens – Newcastle       | 25-3  |
| 10-2-2018  | London Irish – Sale Sharks | 9-13  |
| 11-2-2018  | Harlequins – Wasps         | 22-44 |
|            |                            |       |
|            | 17ª giornata               |       |
| 3-3-2018   | Gloucester – Newcastle     | 20-21 |
| 3-3-2018   | Northampton – Sale Sharks  | 25-34 |
| 4-3-2018   | Exeter – Saracens          | 24-12 |
| 4-3-2018   | Harlequins – Bath          | 20-5  |
| 4-3-2018   | Wasps – London Irish       | 24-16 |
| 4-3-2018   | Worcester – Leicester      | 5-34  |
|            |                            |       |
|            | 20ª giornata               |       |
| 13-4-2018  | Newcastle – Sale Sharks    | 35-30 |
| 14-4-2018  | Gloucester – Harlequins    | 37-9  |
| 14-4-2018  | Leicester – Northampton    | 21-27 |
| 14-4-2018  | Wasps – Worcester          | 30-15 |
| 15-4-2018  | London Irish – Exeter      | 5-45  |
| 15-4-2018  | Saracens – Bath            | 41-6  |

|            | 3ª giornata                |       |
| ---------- | -------------------------- | ----- |
| 15-9-2017  | Northampton – Bath         | 24-6  |
| 15-9-2017  | Worcester – Exeter         | 10-41 |
| 15-9-2017  | Sale Sharks – London Irish | 36-7  |
| 16-9-2017  | Leicester – Gloucester     | 24-10 |
| 16-9-2017  | Newcastle – Saracens       | 7-29  |
| 17-9-2017  | Wasps – Harlequins         | 21-24 |
|            |                            |       |
|            | 6ª giornata                |       |
| 6-10-2017  | Harlequins – Sale Sharks   | 42-26 |
| 7-10-2017  | Bath – Worcester           | 29-13 |
| 7-10-2017  | Exeter – Newcastle         | 34-24 |
| 7-10-2017  | Gloucester – Northampton   | 29-24 |
| 7-10-2017  | London Irish – Leicester   | 27-28 |
| 8-10-2017  | Saracens – Wasps           | 38-19 |
|            |                            |       |
|            | 9ª giornata                |       |
| 24-11-2017 | Newcastle – Gloucester     | 7-29  |
| 25-11-2017 | Bath – Harlequins          | 38-14 |
| 25-11-2017 | Leicester – Worcester      | 27-31 |
| 25-11-2017 | Sale Sharks – Northampton  | 18-15 |
| 26-11-2017 | London Irish – Wasps       | 13-17 |
| 26-11-2017 | Saracens – Exeter          | 18-20 |
|            |                            |       |
|            | 12ª giornata               |       |
| 29-12-2017 | Bath – Wasps               | 26-31 |
| 30-12-2017 | Gloucester – Sale Sharks   | 20-16 |
| 30-12-2017 | London Irish – Newcastle   | 15-20 |
| 30-12-2017 | Saracens – Worcester       | 46-31 |
| 30-12-2017 | Harlequins – Northampton   | 50-21 |
| 31-12-2017 | Exeter – Leicester         | 30-6  |
|            |                            |       |
|            | 15ª giornata               |       |
| 16-2-2018  | Newcastle – Bath           | 29-12 |
| 16-2-2018  | Sale Sharks – Saracens     | 3-13  |
| 17-2-2018  | Leicester – Harlequins     | 33-18 |
| 17-2-2018  | Northampton – London Irish | 25-17 |
| 17-2-2018  | Worcester – Gloucester     | 25-15 |
| 18-2-2018  | Wasps – Exeter             | 13-7  |
|            |                            |       |
|            | 18ª giornata               |       |
| 23-3-2018  | Bath – Exeter              | 18-20 |
| 24-3-2018  | London Irish – Gloucester  | 29-33 |
| 24-3-2018  | Sale Sharks – Worcester    | 58-25 |
| 24-3-2018  | Saracens – Harlequins      | 24-11 |
| 24-3-2018  | Newcastle – Northampton    | 25-22 |
| 25-3-2018  | Leicester – Wasps          | 16-15 |
|            |                            |       |
|            | 21ª giornata               |       |
| 27-4-2018  | Leicester – Newcastle      | 23-25 |
| 28-4-2018  | Exeter – Sale Sharks       | 34-19 |
| 28-4-2018  | Gloucester – Bath          | 20-43 |
| 28-4-2018  | Worcester – Harlequins     | 44-13 |
| 29-4-2018  | London Irish – Saracens    | 14-51 |
| 29-4-2018  | Wasps – Northampton        | 36-29 |

### Classifica
| Pos | Squadra      | G  | V  | N | P  | PF  | PS  | DP   | BMP | Pt |
| --- | ------------ | -- | -- | - | -- | --- | --- | ---- | --- | -- |
| 1   | Exeter       | 22 | 17 | 0 | 5  | 618 | 354 | +264 | 17  | 85 |
| 2   | Saracens     | 22 | 16 | 0 | 6  | 731 | 350 | +381 | 13  | 77 |
| 3   | Wasps        | 22 | 14 | 1 | 7  | 615 | 501 | +114 | 13  | 71 |
| 4   | Newcastle    | 22 | 14 | 0 | 8  | 455 | 506 | −51  | 7   | 63 |
| 5   | Leicester    | 22 | 13 | 0 | 9  | 537 | 472 | +65  | 11  | 63 |
| 6   | Bath         | 22 | 11 | 0 | 11 | 572 | 531 | +41  | 12  | 56 |
| 7   | Gloucester   | 22 | 11 | 1 | 10 | 490 | 597 | −107 | 10  | 56 |
| 8   | Sale Sharks  | 22 | 10 | 0 | 12 | 556 | 531 | +25  | 14  | 54 |
| 9   | Northampton  | 22 | 8  | 0 | 14 | 509 | 645 | −136 | 11  | 43 |
| 10  | Harlequins   | 22 | 7  | 0 | 15 | 479 | 640 | −161 | 8   | 36 |
| 11  | Worcester    | 22 | 7  | 0 | 15 | 432 | 601 | −169 | 8   | 36 |
| 12  | London Irish | 22 | 3  | 0 | 19 | 385 | 651 | −266 | 10  | 22 |

## Play-off
|  | Semifinali | Semifinali | Semifinali |          |        | Finale | Finale | Finale |  |
|  |            |            |            |          |        |        |        |        |  |
|  | 1          | Exeter     | 36         |          |        |        |        |        |  |
|  | 1          | Exeter     | 36         |          |        |        |        |        |  |
|  | 4          | Newcastle  | 5          |          |        |        |        |        |  |
|  | 4          | Newcastle  | 5          |          | Exeter | Exeter | 10     |        |  |
|  |            |            |            |          | Exeter | Exeter | 10     |        |  |
|  |            |            | Saracens   | Saracens | 27     |        |        |        |  |
|  | 2          | Saracens   | Saracens   | Saracens | 27     | 57     |        |        |  |
|  | 2          | Saracens   |            |          |        |        |        |        |  |
|  | 3          | Wasps      | 33         |          |        |        |        |        |  |

### Semifinali
| Arbitro: | J.P. Doyle (Londra) |

|                                                                  |      |                                                           |
| Lozowski 1’ Koch 11’ Wyles 42’ Figallo 63’ Itoje 70’ Spencer 75’ | mt   | 22’, 60’ le Roux 46’ Cooper-Woolley 49’ T. Young 72’ Wade |
| O. Farell 1’, 11’, 42’, 63’, 70’, 75’                            | tr   | 46’, 49’ Gopperth 60’, 72’ Cipriani                       |
| O. Farrell 17’, 21’, 26’, 55’, 58’                               | c.p. |                                                           |

| Arbitro: | Matthew Carley (Kent) |

|                                     |      |          |
| White 38’ Woodburn 59’ Armand 79’   | mt   | 56’ Tait |
| J. Simmonds 38’, 59’ Steenson 79’   | tr   |          |
| J. Simmonds 14’, 24’, 28’, 46’, 50’ | c.p. |          |

### Finale
| Arbitro: | Wayne Barnes (Gloucester) |

| |              | |
| Steenson 62’ | mt           | 14’ B. Vunipola 18’, 46’ Wyles 78’ Earle |
| Steenson 62’ | tr           | 14’, 46’ O. Farrell |
| J. Simmonds 5’ | c.p.         | 70’ Spencer |
| · Turner · Nowell · H. Slade · 48’ S. Hill · Woodburn · 48’ J. Simmonds · 58’ White · 65’ S. Simmonds · 30’ 39’ Armand · Ewers · J. Hill · 50’ Lees · 48’ Francis · 48’ Cowan-Dickie · 48’ Hepburn | Formazioni   | · Al. Goode · Maitland · Lozowski · Barritt 50’ 58’ · Wyles 61’ 70’ 74’ · O. Farrell 66’ · Wigglesworth 58’ · B. Vunipola 58’ · Wray · Isiekwe 66’ · Kruis · Itoje · Koch 52’ · George 52’ 61’ 70’ · M. Vunipola 74’ |
| · 48’ Yeandle · 48’ Moon · 48’ Holmes · 50’ Skinner · 30’ 39’ 65’ Waldrom · 58’ S. Townsend · 48’ Steenson · 48’ Whitten                                                                           | Sostituzioni | · Brits 52’ 59-69’ · Barrington 74’ · Figallo 52’ · Skelton 66’ · Rhodes 58’ · Spencer 58’ · Bosch 50’ 58’ 66’ · Earle 74’                                                                                           |
| Rob Baxter | Allenatori   | Mark McCall |

## Verdetti
- Saracens: campione d'Inghilterra
- Exeter, Saracens, Wasps, Newcastle, Leicester, Bath, Gloucester: qualificate alla Champions Cup 2018-19
- Sale Sharks, Northampton, Harlequins e Worcester: qualificate alla Challenge Cup 2018-19
- London Irish: retrocessa in RFU Championship 2018-19